# Edison-Höfe

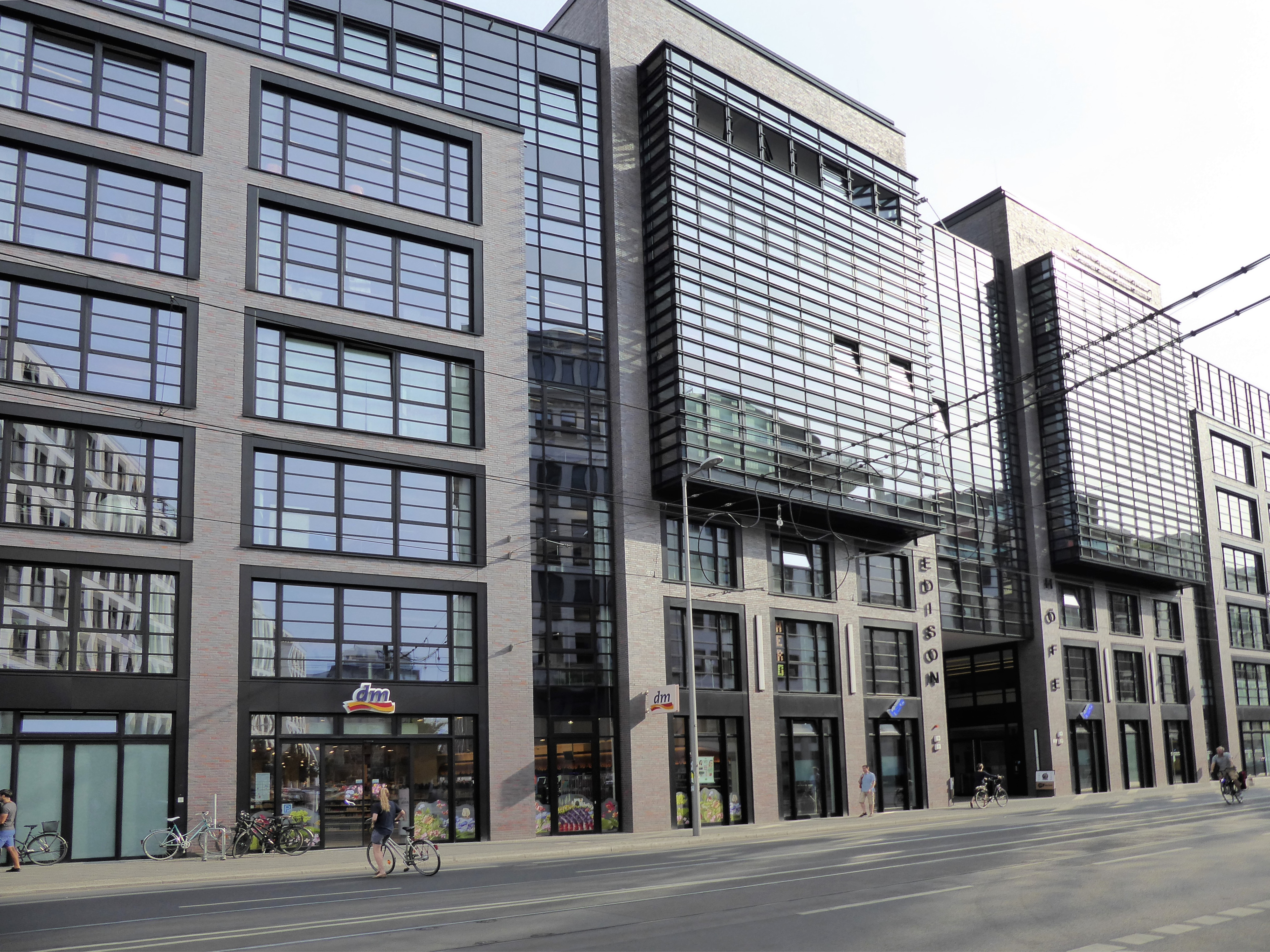
Die Edison-Höfe von der Invalidenstraße aus gesehen

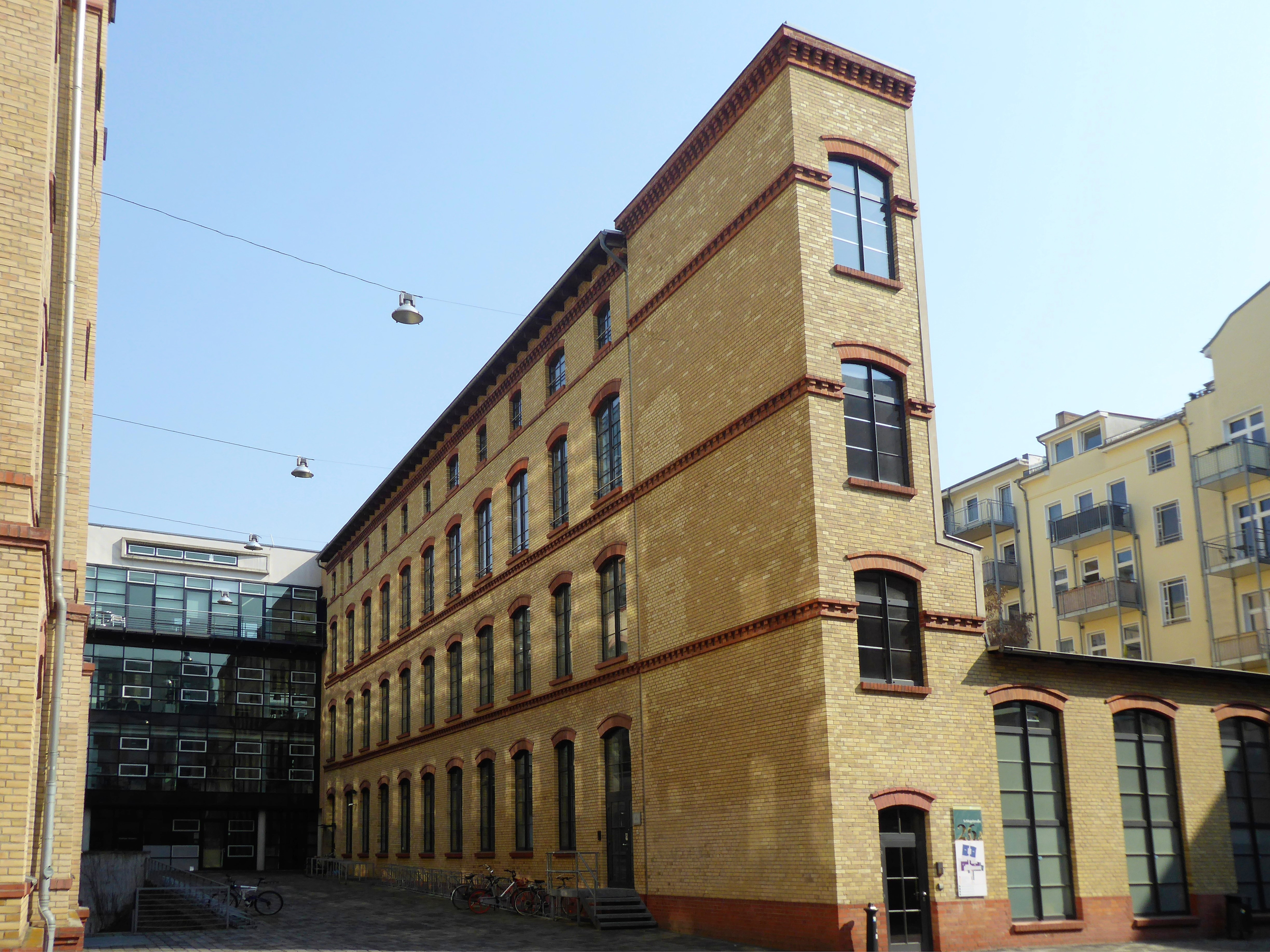
Historisches Gebäude in den Edison-Höfen

Die Edison-Höfe sind ein Gebäudekomplex aus einem historischen Fabrikgebäude von 1880 und einem Neubau von 2012 an der Invalidenstraße in Berlin-Mitte. Sie sind über die Invalidenstraße und die Schlegelstraße zugänglich.

## Geschichte
1883 gründete Emil Rathenau die Deutsche Edison-Gesellschaft. Im Jahr 1880 wurden die Gebäude der Edison-Höfe als Produktionsstandort errichtet. Daraufhin wurde in den Edison-Höfen die erste Glühlampe in Deutschland hergestellt, deren Produktion dort bis 1905 lief. Von 2001 bis 2004 wurden die historischen Gebäude saniert. Von 2010 bis 2012 entstand auf der ehemaligen Brachfläche vor dem historischen Gebäude der Neubaukomplex.

## Nutzung
Heute befinden sich im Gebäude moderne Büro-, Wohn- und Einzelhandelsimmobilien. Das Gebäude zeichnet sich durch seine Klinkerfassade und den Mix aus Industriealt- und Neubauten aus. Bei der Renovierung wurde aufgestockt und die alte Klinkerfassade detailgetreu wieder hergerichtet. Insgesamt bieten die Edison-Höfe 26.000 Quadratmeter Nutzfläche. Davon werden 14.000 Quadratmeter als Bürofläche, 6000 als Wohnfläche, 4000 für den Einzelhandel und 2000 Quadratmeter für Gastronomie und kulturelle Einrichtungen genutzt. Architekt des heutigen Bauprojekts ist der Spanier Manuel Alvarez.
In einem Flügel der Edison-Höfe hat das Institut für Asien- und Afrikawissenschaften der Humboldt-Universität seinen Sitz.